# Villaverde de Montejo
Villaverde de Montejo település Spanyolországban, Segovia tartományban. Villaverde de Montejo Montejo de la Vega de la Serrezuela, Valdevacas de Montejo, Moral de Hornuez, Pradales, Honrubia de la Cuesta és Pardilla községekkel határos. Lakosainak száma 21 fő (2024).

## Népesség
A település népessége az elmúlt években az alábbi módon változott:
| Lakosok száma | 68   | 58   | 52   | 47   | 43   | 39   | 30   | 27   | 28   | 21   |
|               | 2001 | 2004 | 2007 | 2009 | 2012 | 2014 | 2017 | 2019 | 2022 | 2024 |